# Tullio Abbate

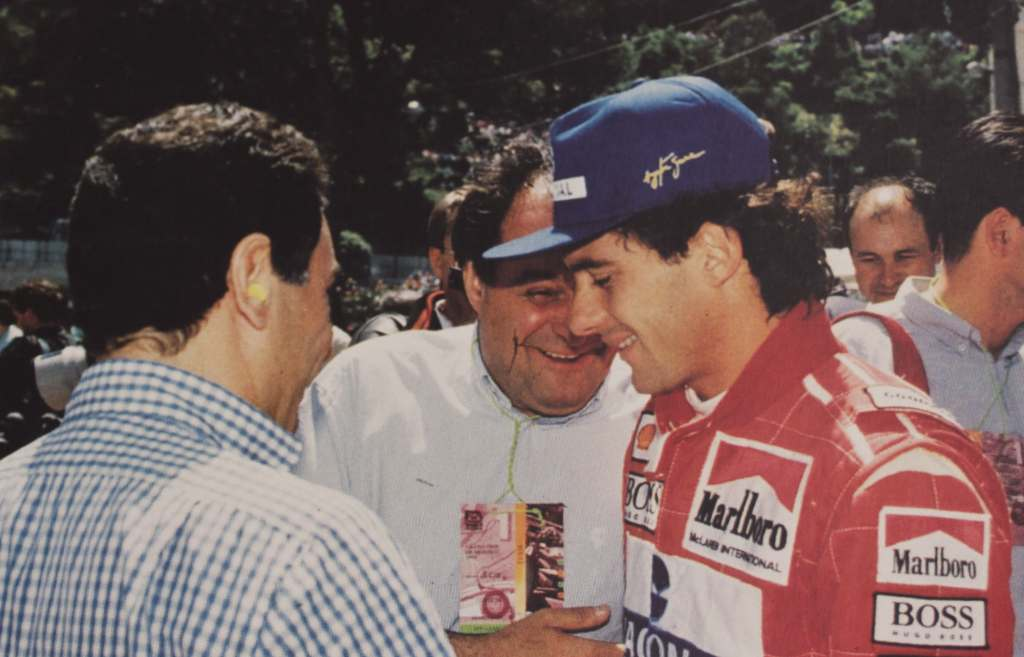
Tullio Abbate (Mitte) und Ayrton Senna während des Grand Prix von Monaco

Tullio Abbate (* 15. Juli 1944 in Tremezzo; † 9. April 2020 in Mailand) war ein italienischer Rennsportbootfahrer (Offshore-Rennfahrer) und Schiffsbauunternehmer.

## Leben
Tullio Abbate wurde als ältester von drei Söhnen des Bootsbauers Guido Abbate und seiner Frau Paola geboren. Bereits mit sechzehn Jahren war er als Offshore-Rennfahrer erfolgreich; er gewann 1960 als Copilot die Europäische Powerboat Meisterschaft in Cannes. Drei Jahre später siegte er mit einem selbst entworfenen und gebauten Rennboot bei dem Rennen der Europäischen Offshore-Meisterschaft „Centomiglia del Lario“.
1975 übernahm er die Bootswerft seines Vaters in Tremezzo, baute das Unternehmen weiter aus und führte die Verwendung des modernen glasfaserverstärkten Kunststoffs ein. Seine Startnummer 5 aus der Regatta Centomiglia del Lario wurde Teil des Firmenlogos. Das als Tullio Abbate Group Srl firmierende Unternehmen hat seinen Sitz in Mezzegra am Comersee. Es liefert seit Mitte der 1980er Jahre 250 bis 300 Speedboote pro Jahr aus. Das erste erfolgreiche Modell war die „Sea Star“, von der mehrere tausend Exemplare gebaut wurden. Weitere Serienmodelle folgten, das größte davon ist 80 Fuß lang.
In den Siegerlisten ist Abbate mit über 250 Rennsiegen seit 1960 verzeichnet; auch stellte er mehrere Rekorde auf. Bei seinem letzten im Jahr 1997 erreichte er mehr als 223 km/h.
Niki Lauda, Keke Rosberg und Riccardo Patrese unternahmen gemeinsame Bootsfahrten mit Tullio Abbate; Ayrton Senna gab seinen Namen für ein Abbate-Bootsprojekt. Das 12,90 Meter lange Rennboot wird unter der Bezeichnung Senna 42 Evolution gebaut. Als Tullio Abbates innovativste Projekte gelten die Superiority 60 und die Exception 70, die vom Industriedesigner Giorgetto Giugiaro (Italdesign Giugiaro) entworfen wurden.
Tullio Abbate starb am 9. April 2020 im Alter von 75 Jahren während der COVID-19-Pandemie in Italien an den Folgen einer SARS-CoV-2-Infektion in Mailand.